# Dungeon World
Dungeon World est un jeu de rôle sur table américain se déroulant dans un univers médiéval-fantastique, écrit par  Sage LaTorra et Adam Koebel, et publié en 2012 par Sage Kobold Productions. C'est un jeu « Powered by the Apocalypse », parfois classé dans la mouvance old school. Étant publié sous licence Creative Commons, il connut plusieurs traductions en français : par Grégory Pogorzelski, pour l'édition de base (V1) éditée en 2011 par 500 nuances de geek (anciennement Narrativiste édition) et par Magimax pour l'édition intégrale (V2), sortie en auto-publication sur Internet à partir de 2013, puis publiée par 500 nuances de geek en 2017.

## Histoire éditoriale
Le projet est présenté à la GenCon de 2011 et consiste alors en un document de cent vingt-quatre pages, sous licence Creative Commons Attribution 3.0 Unported (CC BY-SA 3.0). La production se fait par le biais d'un financement participatif sur la plateforme Kickstarter, qui remporte 80 000 USD pour 2 400 contributeurs. le jeu est publié en novembre 2012.
L'éditeur français Narrativiste éditions décide de traduire le jeu en se basant sur la version de 2011, et lance une campagne de financement participatif sur la plateforme Ulule, qui remporte 9 700 EUR pour une centaine de contributeurs. Le jeu sort en octobre 2012 sous la forme d'une « boîte rouge » (en référence à la boîte Règles de base de la première édition française de Donjons et Dragons), avec des ajouts par rapport au projet américain, en particulier du matériel rapprochant le jeu d'un jeu de société classique (pions en carton, cartes action…). Entre 2013 et 2014, Magimax publie une traduction de la version américaine définitive de 2012. En 2016, l'éditeur, devenu 500 nuances de geek, lance une campagne pour une 2de édition du jeu reprenant la traduction de Magimax ; le projet est dit « boîte bleue » (en référence aux Règles expert de D&D1). La campagne de financement remporte presque 23 000 EUR pour presque 400 contributeurs. La parution est prévue au cours de l'année 2016.

## Mécanique du jeu
Le jeu est une adaptation (hack) d'Apocalypse World au contexte médiéval-fantastique. Contrairement à Apocalypse World, il n'y a pas la phase de création du contexte. Par contre, on y retrouve la notion de relation entre les personnages, d'action (move), de front et de menace.
Les personnages sont définis par une classe à l'instar de Donjons et Dragons (D&D) : barbare, barde, clerc, cambrioleur, druide, éclaireur, guerrier, mage, paladin, sorcier, voleur. Les caractéristiques des personnages sont les mêmes qu'à D&D (force, dextérité, constitution, intelligence, sagesse, charisme) et suivent la même échelle de valeurs (1–18) ; il en résulte des modificateurs allant de -3 à +3, similaires à D&D3.x (d20 system). Certaines actions nécessitent un jet de dés (2d6), qui peut être modifié par une caractéristique ; le résultat peut être un échec (valeur de 6 ou moins), une réussite partielle (oui mais, entre 7 et 9) ou une réussite totale (10 ou plus).
Dans la pratique, une partie de Dungeon World est similaire à un jeu de rôle « classique ». Lorsqu'un joueur énonce ce que fait son personnage, le meneur de jeu (MJ) la rattache à une action prédéfinie de sa feuille de personnage et applique la règle correspondante. Le meneur de jeu, quant à lui, suit un certain nombre de principes (« donnez vie à vos créatures », « posez des questions et servez-vous des réponses », « soyez fan des aventuriers ») et fait appel à ses propres actions mais ne les explicite pas ; par exemple, il ne dit pas « j'utilise l'action “montrez-leur de funestes présages” » mais simplement « vous entendez un grondement sourd qui se répercute dans le souterrain ». 
La différence avec les jeux de rôles classiques concerne le moteur de résolution des actions, repris du jeu Apocalypse World, et la préparation de la partie :
- la création des personnages est très rapide. Les personnages sont archétypaux (le guerrier, le voleur, le mage, etc.)  ;
- les actions ne se résolvent plus sous la forme classique binaire échec/réussite, mais sous la forme échec/réussite mitigée/réussite, la réussite mitigée introduisant une difficulté, un choix cornélien, un sacrifice, une blessure ou un handicap et, de façon plus générale, un rebondissement propice au dynamisme de l'aventure.
- il n'y a pas à proprement parler d'écriture de scénario scripté du début à la fin, ni de description minutieuse des lieux d'aventure. Partant du postulat que le monde et ses dangers n'attendent pas les personnages pour engendrer le chaos et la destruction, Dungeon World instaure un système de fronts, qui décrivent les adversités, leurs motivations et leurs actions au cours du temps (appelées dangers) si les personnages ne s'interposent pas dans leur déroulement. Un danger va croissant selon une succession d'évènement pour aboutir finalement, si personne n'intervient, à une catastrophe (nommée funeste destin). Les lieux d'aventure sont décrits brièvement, sans détail, à charge pour le MJ de les meubler en fonction des actions des personnages et de la tournure que prennent les évènements. Les lieux les plus importants sont dotés d'actions spécifiques (par ex : corrompre les intrus) et de dangers (pièges, magie fatale, etc.) mais restent délibérément imprécis pour évoluer au fil de la partie sur le principe "jouer pour voir ce qui va se passer". Ainsi, sur la base d'un canevas plus ou moins précis, joueurs et meneur de jeu créent de l'aventure au fur et à mesure qu'elle se déroule.